# أولاد بويا المقدم (حمداوة1)
أولاد بويا المقدم هو دُوَّار يقع بجماعة سيدي عبد الكريم، إقليم سطات، جهة الدار البيضاء سطات في المملكة المغربية. ينتمي الدوّار لمشيخة حمداوة1 التي تضم 4 دواوير. يقدر عدد سكانه بـ 682 نسمة حسب الإحصاء الرسمي للسكان والسكنى لسنة 2004.

## روابط خارجية
- البوابة الوطنية للجماعات الترابية
- المندوبية السامية للتخطيط